# 1313
Năm 1313 là một năm trong lịch Julius.

## Sự kiện
- Đại Việt tấn công vào lãnh thổ nhà Nguyên tại xứ, châu vùng biên giới rồi rút quân về.

## Mất
- Trần Văn Lộng